# Gilson Soares Lemes
Gilson Soares Lemes (Coromandel, 13 de janeiro de 1964) é jurista, magistrado de carreira e professor universitário, atual Superintendente Jurídico Institucional do Tribunal de Justiça de Minas Gerais, 2022/2024. Antes, ocupou os cargos de Presidente pelo biênio 2020/2022 e de Superintendente Adjunto, 2018/2020.
Foi membro da Corte Eleitoral de MG; Juiz Auxiliar da Corregedoria; juiz de Direito nas Comarcas de Belo Horizonte, Betim, Ituiutaba, Uberlândia, Uberaba, Araguari e Monte Alegre de Minas.
Bacharel em Direito pela Universidade Federal de Uberlândia (1990), é pós-graduado em Direito Processual Civil (1991) pela mesma universidade. Pós-graduado em Direito Constitucional e Direito Imobiliário pela Universidade Gama Filho (2012/2013), em Direito Civil pela Faculdade Cândido Mendes (2013). É mestre em Direito Empresarial pela Faculdade de Direito Milton Campos (2015), e mestre em Ciências Jurídicas pela Universidade Autónoma de Lisboa (2021), sendo atualmente doutorando pela mesma universidade.
Professor de Direito da Uemg (2003), da Pontifícia Universidade Católica de Minas Gerais (2003-2004). Professor de Direito Civil do curso de pós-graduação da Faculdade de Direito Milton Campos (2015) e Professor de Direito Processual Civil e Registros Públicos, na Universidade José do Rosário Vellano (2017-2020).
Exerceu cargo público de assistente de supervisão do Banco do Brasil (1982-1992). Foi promotor de justiça do Estado de Minas Gerais (1992-1997), ingressando, em 1997, na carreira da magistratura mineira, por meio da aprovação em 1º lugar no concurso público, tendo sido juiz de Direito, de 1997 até 2016, quando foi promovido a desembargador do Tribunal de Justiça do estado de Minas Gerais.
Em 2020 foi eleito ao cargo de presidente do TJMG, biênio 2020/2022, onde ocupou a presidência do Órgão Especial do estado de Minas Gerais. Período em que se tornou membro do Grupo Decisório do Centro de Inteligência do Poder Judiciário (CIPJ), por designação do então presidente do Conselho Nacional de Justiça (CNJ), ministro Luiz Fux.

## Acordo histórico entre a Vale S.A, o Estado e as instituições públicas
Em 04 de fevereiro de 2021, Gilson Soares Lemes, na condição de presidente do Tribunal de Justiça de Minas Gerais, mediou e homologou o maior acordo já realizado no Brasil e na América Latina, entre a Vale S.A., o Governo de MG, e as instituições públicas, no valor de R$ 37.726.363.136,47 (trinta e sete bilhões, setecentos e vinte e seis milhões, trezentos e sessenta e três mil, cento e trinta e seis reais e quarenta e sete centavos).
O histórico acordo judicial, inclusive publicado no The Wall Street Journal e The New York Times, pôs fim à possibilidade de anos de conflito no Poder Judiciário, com centenas de recursos, sobre a reparação dos danos causados pela tragédia do rompimento da barragem da mina Córrego do Feijão, em Brumadinho, em 25 de janeiro de 2019.
Na oportunidade, o então presidente Gilson Lemes disse que “as soluções construídas pelas partes têm mais chances de pacificar os conflitos, se comparadas àquelas impostas por decisões judiciais. Por isso, é importante que os cidadãos brasileiros assumam esse protagonismo, com autonomia e maturidade”.
O Procurador-Geral da República, Augusto Aras, elogiou a atuação do TJMG ao estimular, conduzir e finalizar com êxito a mediação entre a Vale, o Estado e as instituições públicas. Lembrou que, se o conflito continuasse judicializado, somente netos ou bisnetos dos atingidos pelo rompimento da barragem e da população mineira receberiam o ressarcimento dos danos causados.
O governador Romeu Zema destacou que o acordo homologado é uma mudança de paradigma para melhor na atuação do Judiciário mineiro. “Os valores fixados reparam os danos socioeconômicos e ambientais para o estado e vão proporcionar melhorias na vida de muitas pessoas. Mas, o acerto de contas, não exime a punição dos responsáveis pelo crime. Além disso, os pedidos de indenizações individuais serão analisados pela Justiça”.
Pelo acordo celebrado, haverá transferência de renda e obras para melhorar a qualidade de vida dos atingidos, além de investimentos no Rodoanel da Região Metropolitana de Belo Horizonte – entroncamento entre a BR-381, BR-040 e BR- 262, para por fim aos gargalos do atual Anel Rodoviário; recursos para o pagamento do Programa de Transferência de Renda à população atingida e investimentos na recuperação de municípios da Bacia do rio Paraopeba;. Recursos também serão destinados para áreas de saúde, saneamento e infraestrutura.

## Programa Justiça Eficiente (Projef)
Ainda nos primeiros dias de sua gestão à frente da presidência do TJMG, foi lançado o Programa Justiça Eficiente (Projef) que abrange 15 grandes iniciativas estratégicas e tem como um dos objetivos aperfeiçoar o Judiciário mineiro. São medidas que irão permitir que a Corte estadual de Minas cumpra com eficácia as metas definidas em seu Planejamento Estratégico, tendo em vista os macrodesafios definidos para o Poder Judiciário .
O Programa prevê ainda o estímulo às práticas autocompositivas, com a instalação de Centros Judiciários de Solução de Conflitos e Cidadania (Cejuscs), em todas as comarcas de Minas; a ampliação e o aperfeiçoamento dos projetos Pontualidade e Execução Fiscal Eficiente, iniciativas bem sucedidas da gestão anterior; a cooperação recíproca entre magistrados; as intervenções localizadas, para alinhamento da gestão das unidades judiciárias, preferencialmente com a utilização de meios telemáticos; a uniformização da gestão administrativa e da governança judiciária da Primeira e Segunda Instâncias do TJMG; o incremento dos serviços notariais e de registro prestados ao cidadão; e a especialização de unidades judiciárias na Primeira e na Segunda Instância.

## DESTRAVA Minas
Na condição de presidente do Tribunal de Justiça de Minas Gerais, o Desembargador Gilson Soares Lemes lançou, em fevereiro de 2021, o programa DESTRAVA Minas, com a finalidade de integrar esforços interinstitucionais, para desemperrar entraves que impedem a retomada de obras públicas, paralisadas por problemas estruturais e/ ou ambientais e que impactam o desenvolvimento econômico e social do Estado . 
Para o presidente do Senado, Rodrigo Pacheco, o Programa Destrava Minas “é de uma inteligência singular, muito necessário para combater um grande problema que temos, não só em Minas, mas também em todo o Brasil, que é o das obras paralisadas. É preciso dar continuação a essas obras em um país que clama por infraestrutura. Portanto, é uma demonstração de que o Tribunal de Justiça de Minas está em busca de soluções, junto com os demais poderes, para poder finalizar estas obras em Minas. Espero muito que este Programa possa irradiar Brasil afora, em uma iniciativa vinda de Minas Gerais".

## Tecnologia: Eixo Estratégico
Para tornar o Judiciário mineiro mais ágil, sustentável e conectado aos novos tempos, enquanto presidente do TJMG, o Desembargador Gilson Soares Lemes definiu o investimento em tecnologia como um dos eixos centrais de sua administração.
Dentre as medidas, conduziu a equipe de tecnologia a oferecer suporte, na configuração e no uso da Plataforma Emergencial de Videoconferência para Atos Processuais – Cisco Webex do CNJ, garantindo a realização de audiências e reuniões de trabalho durante o período da pandemia da Covid-19.
Entre outras conquistas, figuram ainda a liberação do peticionamento através do Sistema Eletrônico de Informações (SEI Processos), para as medidas urgentes em feitos físicos; o projeto-piloto de virtualização de processos físicos das varas regionais do Barreiro e nas varas de família de todo o estado, com posterior expansão para as demais classes cíveis; e início da expansão do Processo Judicial Eletrônico (Pje) Criminal. 
Como consequência dos esforços de modernização que foram empreendidos, o TJMG assumiu a liderança nesse campo. A Corte mineira atingiu o melhor resultado do Índice de Governança de Tecnologia da Informação e Comunicação do Poder Judiciário (iGovTIC-JUD), entre os tribunais estaduais de maior porte do País. O relatório foi divulgado pelo CNJ em 30 de setembro de 2020 e contemplou o ano de 2020. 

## Digitalização e Virtualização
No curso da gestão do Desembargador Gilson Soares Lemes, foi garantido o cumprimento com eficácia, das metas definidas no Planejamento Estratégico, tendo em vista os macrodesafios do Poder Judiciário. Nesse sentido, uma delas foi a tramitação de 100% dos processos cíveis, por meio eletrônico, com a digitalização e a virtualização de cerca de 3,5 milhões de processos do acervo em papel.
Destaca-se que tais medidas foram de encontro do programa Juízo 100% Digital, lançado pelo presidente do CNJ e do Supremo Tribunal Federal (STF), ministro Luiz Fux, em outubro de 2020. Com a publicação da Portaria Conjunta 1.088/2020 pela Corte mineira, a experiência piloto do programa foi implantada, inicialmente, em 214 unidades judiciárias, abrangendo 110 das 297 comarcas mineiras.

## Programa Integridade
Em setembro de 2020, o Desembargador Gilson Soares Lemes assinou acordo para que o TJMG passasse a compor a Ação Integrada da Rede de Controle e Combate à Corrupção de Minas Gerais (ARCCO/MG). Formada pelos órgãos dos Poderes Executivo, Legislativo e Judiciário, a Rede tem a missão de fortalecer o ambiente ético nas instituições mineiras, por meio do compromisso das instituições públicas do Estado de Minas Gerais com o combate à corrupção.

## Gestão de Precatórios
Como presidente, o Desembargador Gilson Soares Lemes estabeleceu um diálogo direto e harmonioso com o estado e os municípios mineiros, que facultou que esses entes públicos pudessem quitar cerca de R$ 480 milhões em precatórios. Além disso, conquistas tecnológicas estão viabilizando maior dinamismo no pagamento desses títulos.

## Construção e Reformas de Fóruns
No curso da gestão do Desembargador Gilson Soares Lemes, foram inaugurados diversos fóruns: "entre os meses de outubro e dezembro de 2020, os de Carmo do Rio Claro, Guaranésia e Miraí; em 2021, os de Araguari, Mariana, Varginha, Capelinha e Matozinhos; e em 2022, os de Campanha, São Romão, Abaeté, Nanuque, Além-Paraíba, Diamantina, Araçuaí, Martinho Campos, Campos Altos, Ouro Preto, Pedro Leopoldo, Machado, Nova Lima, Monte Carmelo, Serro, Francisco Sá e Espinosa. Também estavam agendadas as entregas de novos fóruns em Paraopeba, Ituiutaba, Boa Esperança, Elói Mendes e Três Corações".
Ao final do biênio 2020/2022, ainda se encontravam em execução para inauguração posterior: "a construção dos fóruns de Santa Rita de Caldas, Juiz de Fora, Bom Despacho, Dores do Indaiá, Manga, Barão de Cocais, Conceição das Alagoas, Mateus Leme, Pompéu, Natércia, Cachoeira de Minas, Caeté, Ibirité, Minas Novas, Itajubá, Itaúna, Montes Claros, Formiga, Poços de Caldas, Barbacena, Vespasiano e Governador Valadares".
No período, houve manutenções periódicas, programadas e emergenciais em 487 edificações no interior e em 24 na capital; 298 adaptações de leiaute e quatro soluções de acessibilidade, nas comarcas de Águas Formosas, Borda da Mata, Lima Duarte e Matias Barbosa. Em março de 2022, mais 13 comarcas estavam em vias de se tornarem plenamente acessíveis: Jacutinga, Bueno Brandão, Brasópolis, Mar de Espanha, Mercês, Vespasiano, Lagoa Santa, Paraopeba, Carangola, Rio Casca, Tombos, Bonfim e Carandaí. Também foram concluídas adaptações prediais para a instalação de salas de Centros Judiciários de Solução de Conflitos e Cidadania (Cejuscs) em 73 comarcas.
Com o objetivo de sustentabilidade econômica, em sua gestão foram realizados investimentos na instalação de energia fotovoltaica. Cinquenta e cinco edificações passaram a contar com usinas fotovoltaicas, gerando uma economia de R$ 84 milhões, em 25 anos, ao TJMG.

## Condecorações, Medalhas e Títulos
O Desembargador Gilson Soares Lemes foi homenageado em diversas oportunidades: Medalha Dr. Aloysio Andrade de Faria, concedida pela Santa CASA BH; Comenda Registrador Nicolau Balbino Filho, concedida pela Associação dos Notários e Registradores do Estado de Minas Gerais – SERJUS-ANOREG/MG; Comenda Alferes Tiradentes, concedida pela Ordem dos Cavaleiros da Inconfidência Mineira; Medalha de Mérito de Defesa Civil, concedida pelo Gabinete Militar do Governador; Medalha Grande Mérito da Ordem do Mérito Legislativo 2021, concedida peia Assembleia Legislativa do Estado de Minas Gerais; Ordem do Mérito Judiciário.do Mato Grosso do Sul, concedida pelo Tribunal de Justiça do Mato Grosso do Sul; Medalha Comemorativa do Mérito Judiciário do TJPE, concedida pelo Tribunal de Justiça de Pernambuco; Medalha  Amigo da Marinha, concedido pelo 1° Distrito Naval; Colar do Mérito Judiciário Militar, concedido pelo Tribunal de Justiça Militar do Estado de Minas Gerais; Membro Honorário da Força Aérea Brasileira, concedido pelo Centro de Instrução e Adaptação da Aeronáutica – CIAAR; Medalha da Ordem do Mérito Imperador Dom Pedro II, concedida Corpo de Bombeiros Militar de Minas Gerais; Comenda Augusto César, concedida pela Câmara Municipal de Uberlândia; Comenda Dia de Minas, concedida pela Prefeitura Municipal de Mariana; Diploma de Amigo da 4ª Região Militar, concedido pelo Comando da 4ª Região Militar; Diploma de Honra ao Mérito, concedido pela Câmara Municipal de Araguari; Medalha do Mérito da Advocacia-Geral do Estado, concedido pela Advocacia-Geral do Estado; Diploma de Personalidades + - O Poder em Minas Gerais – 300 Anos, concedida pela Revista Mercado Comum; Medalha Desembargador Décio Antônio Erpen, concedida pelo Colégio dos Corregedores-Gerais dos Tribunais de Justiça do Brasil – CCOGE; Homenageado pela 3° Vice-Presidência do TJMG, durante a realização da “XV Semana Nacional da Conciliação” em reconhecimento pela promoção dos meios adequados de resolução de conflitos; Colar do Mérito da Corte de Contas Ministro José Maria de Alkmim, concedido pelo Tribunal de Contas do Estado de Minas Gerais; Comenda Legislativa “Vereador Manoel Inácio Miranda”, Câmara Municipal de Boa Esperança; Medalha comemorativa dos 300 anos do Serro, concedida pela Prefeitura e pela Câmara Municipal do Serro; Moção de Aplausos 011/2020, pela instalação da 2° Vara da Justiça comum na comarca de Coromandel, Câmara Municipal de Coromandel; Moção de Aplausos 001/2020 pelos relevantes serviços prestados à Justiça Mineira e a comunidade coromandelense, Câmara Municipal de Coromandel; Medalha de Honra Juscelino Kubitschek de Oliveira – 23ª edição, Estado de Minas Gerais; Condecoração pela contribuição no desenvolvimento social e jurídico do Município de Coromandel; Medalha Tabelião Abílio Sarmento, entregue no 1º Encontro Regional no Sul de Minas do Colégio Notarial do Brasil – Seção Minas Gerais, em Itajubá; Grande Medalha da Inconfidência, Governo do Estado de Minas Gerais; Comenda Chico Mendes, Conselho Municipal de Desenvolvimento Ambiental de Juatuba; Prêmio Edição do Brasil - Troféu Tancredo Neves, Jornal Edição do Brasil; Medalha de Mérito Ruy Gouthier de Vilhena, Corregedoria Geral de Justiça de Minas Gerais; Medalha da Inconfidência, Governo do estado de Minas Gerais; Medalha Santos Dumont, Grau Ouro, Governo do Estado de Minas Gerais; Medalha de Honra da Inconfidência, Governo do Estado de Minas Gerais; Medalha Desembargador Hélio Costa, Tribunal de Justiça de Minas Gerais e Medalha Santos Dumont, Grau Prata, Governo do Estado de Minas Gerais.
Também foi agraciado com o Título de Cidadão Honorário dos Municípios mineiros de Machado, São Gotardo, São Gonçalo do Sapucaí, Nepomuceno, Caratinga; Araguari, Ituiutaba, Conceição das Alagoas, Vazante e Betim.